# Celorio
Celorio (asturisch: Celoriu) ist eine Parroquia mit 409 Einwohnern (Stand 2014) in der Gemeinde (consejo) Llanes in der nordspanischen autonomen Region Asturien.

## Lage
Der Ort Celorio liegt nicht direkt an der Biskaya-Küste, sondern etwa 500 Meter südlich davon in einer Höhe von ca. 50 bis 80 Metern ü. d. M. Die Entfernung nach Llanes beträgt etwa sieben Kilometer (Fahrtstrecke) in östlicher Richtung; Oviedo, die Hauptstadt Asturiens, liegt etwa 100 Kilometer westlich.

## Wirtschaft
Die Einwohner von Celorio lebten bis in die Mitte des 20. Jahrhunderts hauptsächlich als Selbstversorger vom Fischfang sowie von den Erträgen ihrer Felder und Gärten und von der Viehzucht. Heute spielt der Badetourismus die wichtigste Rolle im Wirtschaftsleben des Ortes.

## Geschichte
Celorio lag am Küstenwanderweg nach Santiago de Compostela; die Pilger fanden im Kloster San Salvador Unterkunft und im angeschlossenen Hospital Pflege bei Krankheit oder in Notfällen. Der Pilgerstrom verebbte jedoch allmählich bereits während des Mittelalters.

## Sehenswürdigkeiten
- Die asturische Felsküste mit ihren Sandstrandbuchten ist ausgesprochen reizvoll; die Playa de Borizu von Celorio gilt als eine der schönsten, doch auch die anderen sieben Strände des Ortes sind bei Urlaubern beliebt.
- Das im Jahr 1835 aufgelöste Kloster San Salvador de Celorio stammt aus dem 12. Jahrhundert; es wurde jedoch im 17. Jahrhundert grundlegend umgebaut; alte Bausubstanz hat sich nur in geringem Umfang erhalten.